# Melanorivulus larissae
Melanorivulus larissae — вид коропозубоподібних риб родини ривулових (Rivulidae). Описаний у 2020 році.

## Назва
Вид названий на честь Лариси да Сільви Собрал, дочки першовідкривача виду.

## Поширення
Ендемік Бразилії. Вид поширений в річці Ріо-Гранде, притоці Парани у штаті Сан-Паулу на півдні країни.

## Опис
Дрібна рибка, завдовжки до 2,3 см. Тіло оливкового забарвлення. У самців боки світло-блакитно-сірого кольору з 10–12 косими червоними смугами, 8 з яких шевроноподібні, роздвоєні та повні, тобто проходить від спини до черевної області, і 2–4 неповні.